# Kathryn Stockett
Kathryn Stockett (Jackson, Misisipi, 1969) es una novelista estadounidense. Es conocida por su novela debut de 2009 The Help (titulada en castellano Criadas y señoras, en traducción de Álvaro Abella, editada por Maeva en 2016). Trata sobre las sirvientas afroamericanas que trabajaban en los hogares de blancos de Jackson, Misisipi, durante los años 60. Adquirió una gran resonancia la versión cinematográfica, estrenada en 2011.

## Carrera
Stockett trabajó en revistas mientras vivía en Nueva York, antes de publicar su primera novela. Completar Criadas y señoras le llevó cinco años, y el libro fue rechazado por sesenta agentes literarios antes de que la agente Susan Ramer aceptara representar a Stockett. Criadas y señoras ha sido publicado en cuarenta y dos idiomas. En agosto de 2012, había vendido diez millones de ejemplares y pasó más de cien semanas en la lista de los más vendidos del New York Times. Criadas y señoras fue ascendiendo en las listas de best sellers pocos meses después de ser publicado.

## Vida personal
Stockett creció en Jackson, Misisipi. Tras graduarse en la Universidad de Alabama con una carrera de Inglés y Escritura Creativa, se mudó a Nueva York. Allí vivió durante 16 años y trabajó en revistas y marketing. Está divorciada, y tiene una hija.
Aibelene Cooper, una sirvienta que trabajaba para el hermano de Stockett, presentó una demanda en un tribunal de Misisipi. Cooper declaró que la novelista había utilizado su imagen en el libro. Stockett negó los cargos de robar su imagen, y manifestó que solo la conocía brevemente. Finalmente, un juez del condado de Hinds desechó el caso del tribunal, alegando que había prescrito.